# Hebenstretia fastigiosa
Hebenstretia fastigiosa là một loài thực vật có hoa trong họ Huyền sâm. Loài này được Jarosz mô tả khoa học đầu tiên.